# Hypolycaena rhodanus
Hypolycaena rhodanus är en fjärilsart som beskrevs av Hans Fruhstorfer 1912. Hypolycaena rhodanus ingår i släktet Hypolycaena och familjen juvelvingar. Inga underarter finns listade i Catalogue of Life.